# Didymoglossum melanopus
Didymoglossum melanopus är en hinnbräkenväxtart som först beskrevs av Bak., och fick sitt nu gällande namn av Edwin Bingham Copeland. Didymoglossum melanopus ingår i släktet Didymoglossum och familjen Hymenophyllaceae. Inga underarter finns listade.

## Bildgalleri

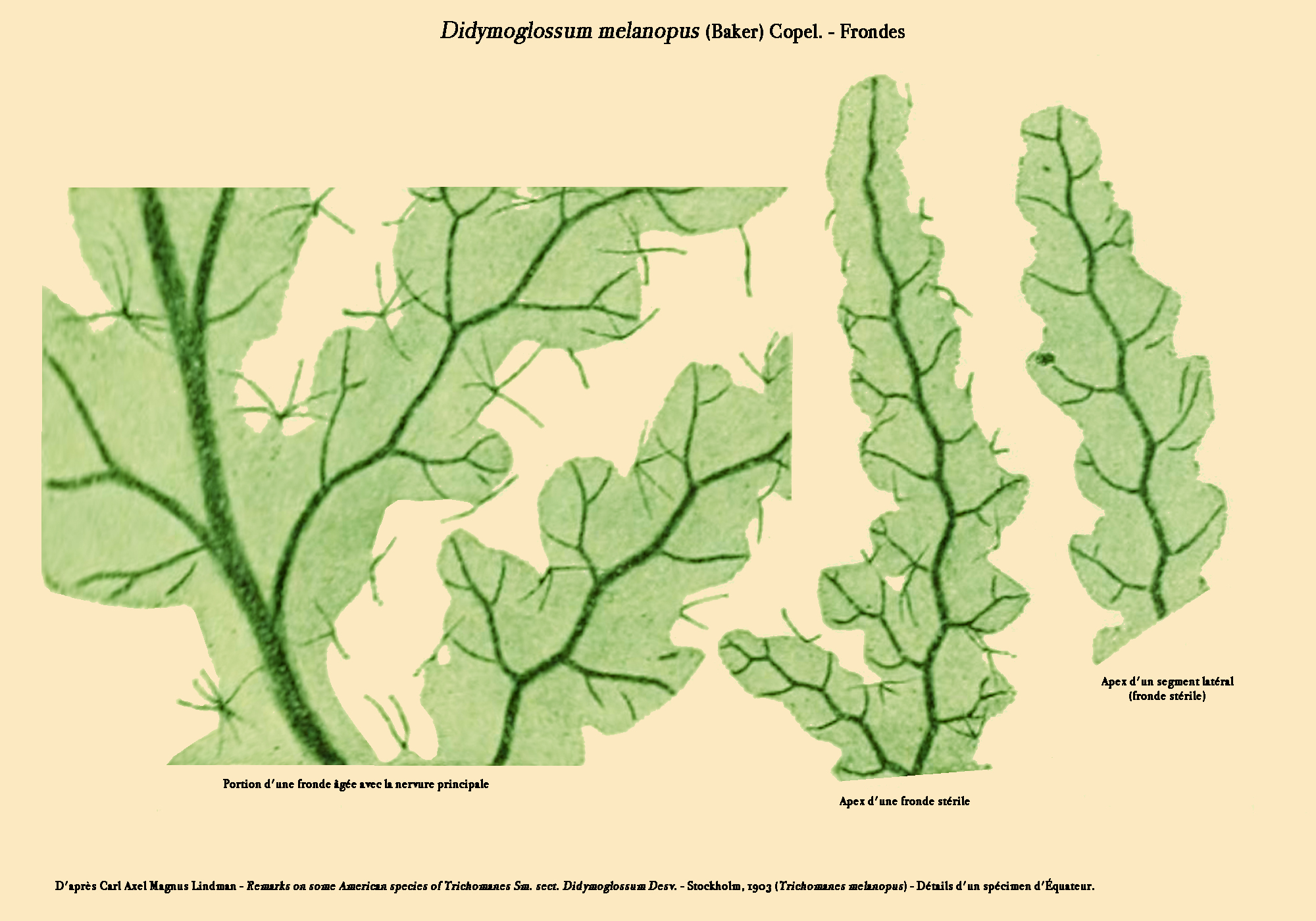
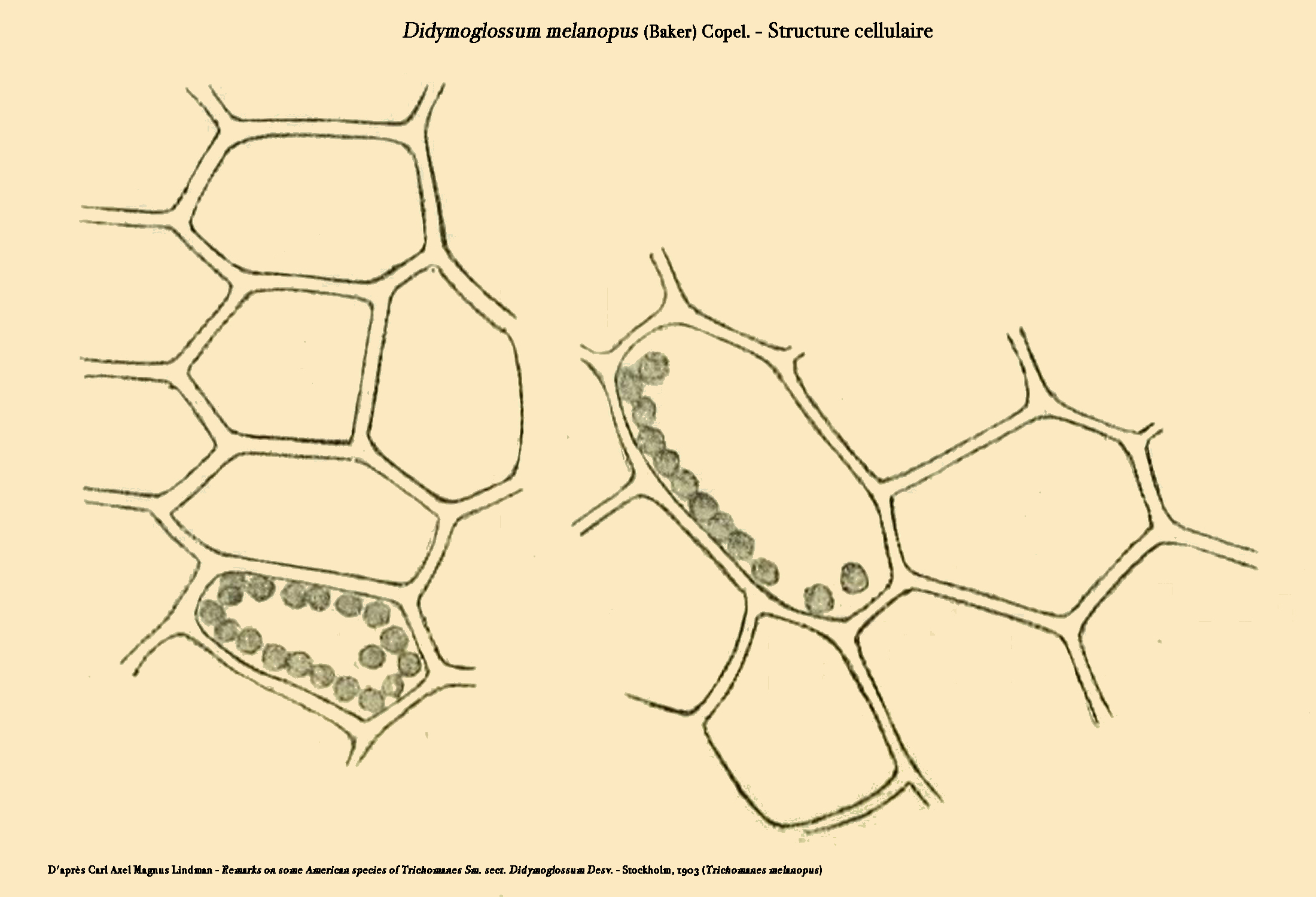